# ずっと好きだった〜ALL MY COVERS〜
『ずっと好きだった〜ALL MY COVERS〜』（ずっとすきだった オール・マイ・カバーズ）は、中島美嘉のカバー・アルバムである。2014年3月12日にソニー・ミュージックアソシエイテッドレコーズよりリリースされた。

## 概要
中島としては初めてのカバー・アルバムである。ただし、1曲目の「やさしいキスをして」を除くすべてが、既に中島がシングルあるいはアルバムでリリースした音源であり、ベストアルバムのような様相の作品となっている。
シングルのカップリングとしてリリースされていたカバー曲の多くがアルバム初収録となっている。しかし、シングル「見えない星」カップリングの「I LOVE YOU」と、シングル「CRESCENT MOON」カップリングの「AMAZING GRACE」はアルバムバージョンで収録されたため、シングルバージョンは2014年現在アルバム未収録となっている。
初回生産限定盤と期間生産限定盤の2種類がリリースされている。初回生産限定盤には、2013年末の中島の公式ファンクラブ会員限定クリスマスパーティーを収録したDVD、フォトブックレット、ライブの抽選券が付属した。

## 収録曲
1. やさしいキスをして – 3:58
  - 作詞: 吉田美和、作曲: 中村正人、編曲: 羽毛田丈史
  - 本作初収録のカバー。本作リリース後、DREAMS COME TRUEのトリビュート・アルバム『私とドリカム -DREAMS COME TRUE 25th ANNIVERSARY BEST COVERS-』にも収録された。
2. I LOVE YOU (Album Ver.) – 4:23
  - 作詞・作曲: 尾崎豊、編曲: 松浦晃久
  - 4作目のオリジナルアルバム『YES』収録曲。シングルバージョンは21作目のシングル「見えない星」カップリング。
3. THE ROSE – 4:30
  - 作詞・作曲: アマンダ・マクブルーム、編曲: 島健
  - 6作目のシングル「愛してる」のカップリング。アルバム初収録。
4. 接吻 – 6:03
  - 作詞・作曲: 田島貴男、編曲: 森俊也
  - 8作目のシングル「接吻」の表題曲。2作目のオリジナルアルバム『LØVE』にも収録。
5. Missing – 4:20
  - 作詞・作曲: 久保田利伸、編曲: 島健
  - 12作目のシングル「火の鳥」のカップリング。トリビュート・アルバム『SOUL TREE〜a musical tribute to toshinobu kubota〜』にも収録。中島のアルバムに収録されるのは初めて。
6. AMAZING GRACE (album version) – 3:47
  - 作詞・作曲: ジョン・ニュートン、編曲: DREAMFIELD
  - 1作目のオリジナルアルバム『TRUE』収録曲。シングルバージョンは2作目のシングル「CRESCENT MOON」カップリング。
7. YOU'D BE SO NICE TO COME HOME TO – 3:17
  - 作詞・作曲: コール・ポーター、編曲: 勝手にしやがれ
  - 24作目のシングル「永遠の詩」のカップリング。アルバム初収録。
8. FEVER – 4:23
  - 作詞・作曲: ジョン・ダヴェンポート、エディ・クーリー、編曲: 島健
  - 22作目のシングル「素直なまま」のカップリング。アルバム初収録。
9. 朧月夜〜祈り – 6:01
  - 朧月夜
    - 作詞: 高野辰之、作曲: 岡野貞一

  - 祈り
    - 作詞: 中島美嘉、作曲: 葉加瀬太郎

  - 編曲: 葉加瀬太郎
  - ミニアルバム『朧月夜〜祈り』の表題曲。3作目のオリジナルアルバム『MUSIC』にも収録。
10. 恋しくて – 5:51
  - 作詞・作曲: BEGIN、編曲: 塚本功、ブラスアレンジ: 武嶋聡
  - 19枚目のシングル「MY SUGAR CAT」のカップリング。アルバム初収録。
11. MY WAY – 4:21
  - 作詞: ポール・アンカ、ルシアン・ティボー、クロード・フランソワ、ジャック・ルヴォー、作曲: ポール・アンカ、ルシアン・ティボー、クロード・フランソワ
  - NANA starring MIKA NAKASHIMA名義でリリースしたアルバム『THE END』の収録曲。
12. WHAT A WONDERFUL WORLD – 2:51
  - 作詞・作曲: ジョージ・デヴィッド・ワイス、ボブ・シール、編曲: Dr.kyOn
  - 18作目のシングル「ALL HANDS TOGETHER」のカップリング。4作目のオリジナルアルバム『YES』にも収録。